# Reachstacker

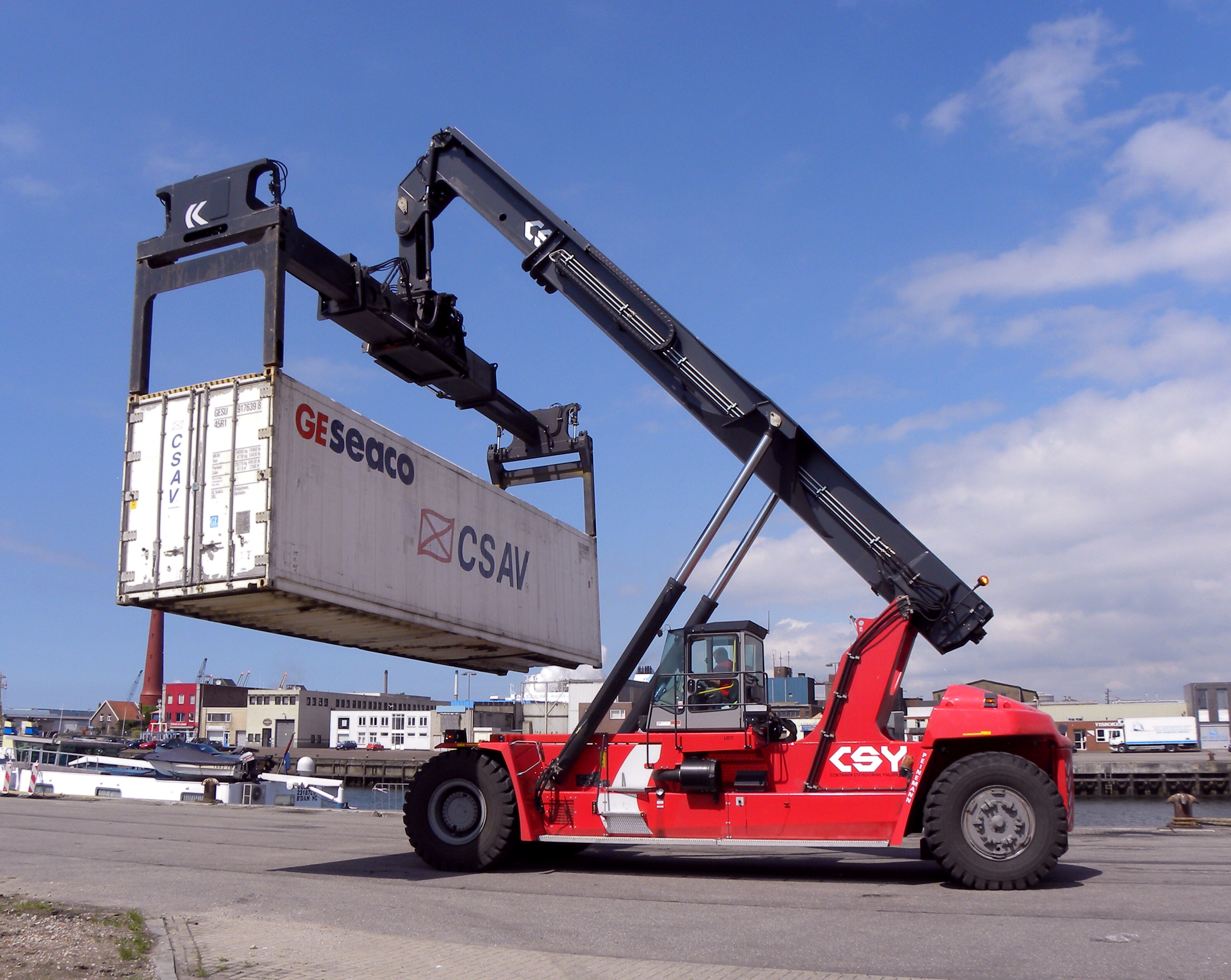
En reachstacker av modellen Kalmar Peinemann.

En reachstacker, även benämnd sträckstaplare eller teleskopbomtruck, är en teleskopbomförsedd tung motviktstruck, som är avsedd framför allt för hantering av ISO-containrar och andra enhetslaster i containerterminaler och i hamnar eller kombiterminaler.

## Funktion
Reachstackers lyfter last ovanifrån med hjälp av lyftok av olika slag eller upphängd i krok. Den används främst för att flytta och stapla containrar i terminalerna, och också för att lossa och lasta containrar från respektive på mindre containerfartyg eller -pråmar. Namnet kommer från förmågan med hjälp av teleskoparmen att stapla containrar också i en andra rad i en containerstapel, vilket gör det möjligt att lagra containrar med en bredd på fyra containerrader. Den sträckförmågan skiljer reachstackern från andra typer av containerhanterare, till exempel den i andra avseenden mycket lika trucktyp som lyfter containrar i framändan eller på ena sidan med ett lyftstativ som är mer konstruktionen på en gaffeltruck.
Reachstackern har en höj- och sänkbar och utskjutningsbar bom. Bommen är monterad strax bakom, ovan hytten på en uppbyggnad av chassit. Längst ut på bommen sitter för containerhantering ett lyftok, som griper containern uppifrån. Med hjälp av fyra låsmekanismer (kallade twistlock) på oket kopplas containern fast. Med lyftoket kan också containern vridas runt i sidled.
Den maximala lyftkapaciteten är numera drygt 100 ton. Staplingskapaciteten är normalt fem containrar högt, men det finns också varianter för högre staplingskapacitet. I specialfall kan hanteringen av containrar ske negativt, det vill säga under marknivå, exempelvis på en pråm. Som extrautrustning på en reachstacker kan finnas stödben framför drivaxeln, som möjliggör förbättrad lyftkurva eller en hydraulisk hyttförflyttning i höjdled för bättre sikt.
Reackstackers kan förses med olika typer av lyftok för andra ändamål än lyft av ISO-containrar, till exempel lyft av semitrailers, växelflak, lastkassetter, kabeltrummor, rör för en pipeline eller segment av torn till vindkraftverk.

## Tillverkare
Större tillverkare är Cargotec (Kalmar), Konecranes (Konecranes, SMV, Terex), Liebherr, Hyster, CVS Ferrari, Taylor, Sany och Dalian.

## Galleri

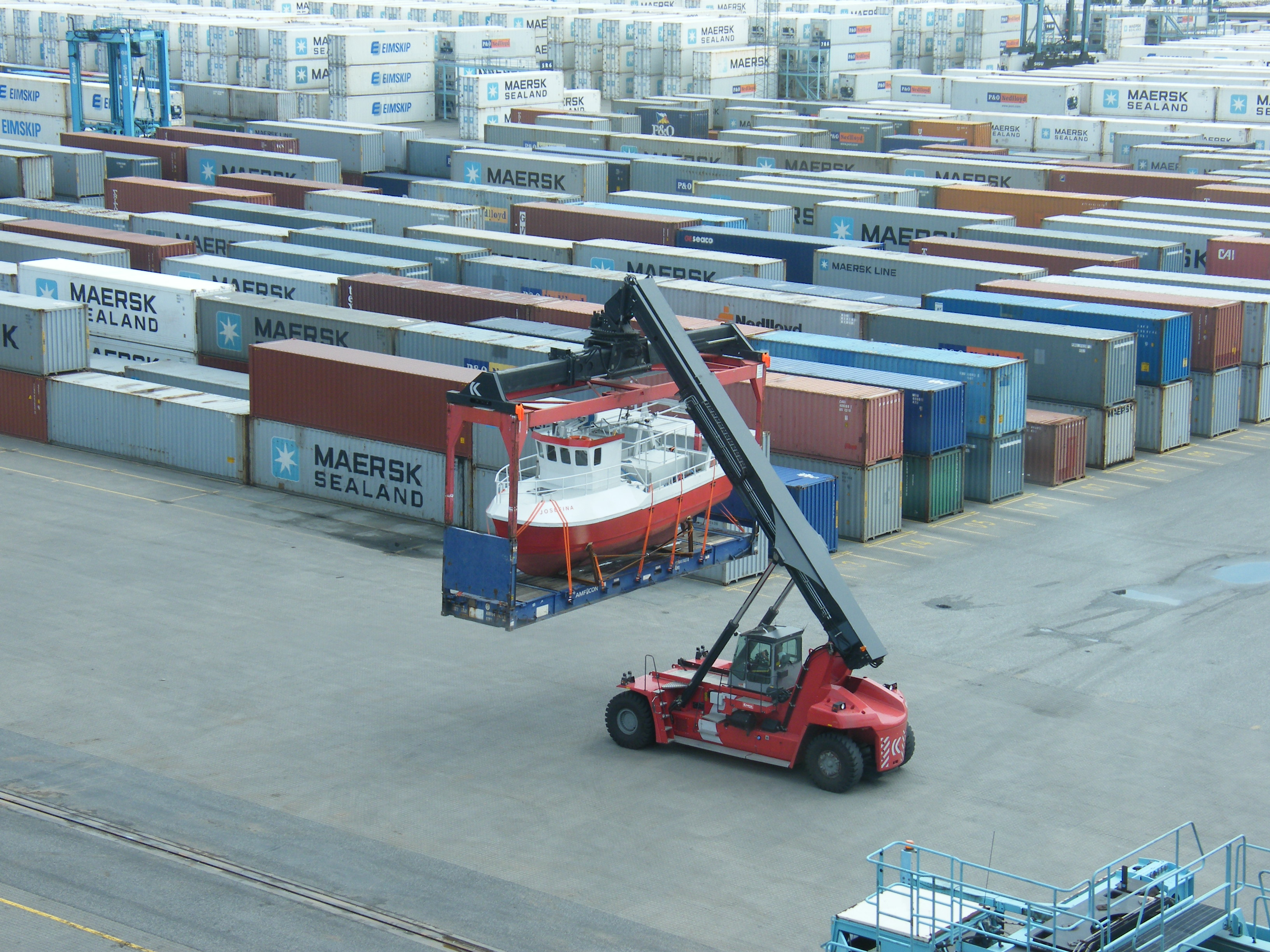
Kalmar-reachstacker med lyft av fartyg i så kallad flat-rack container i Århus hamn.
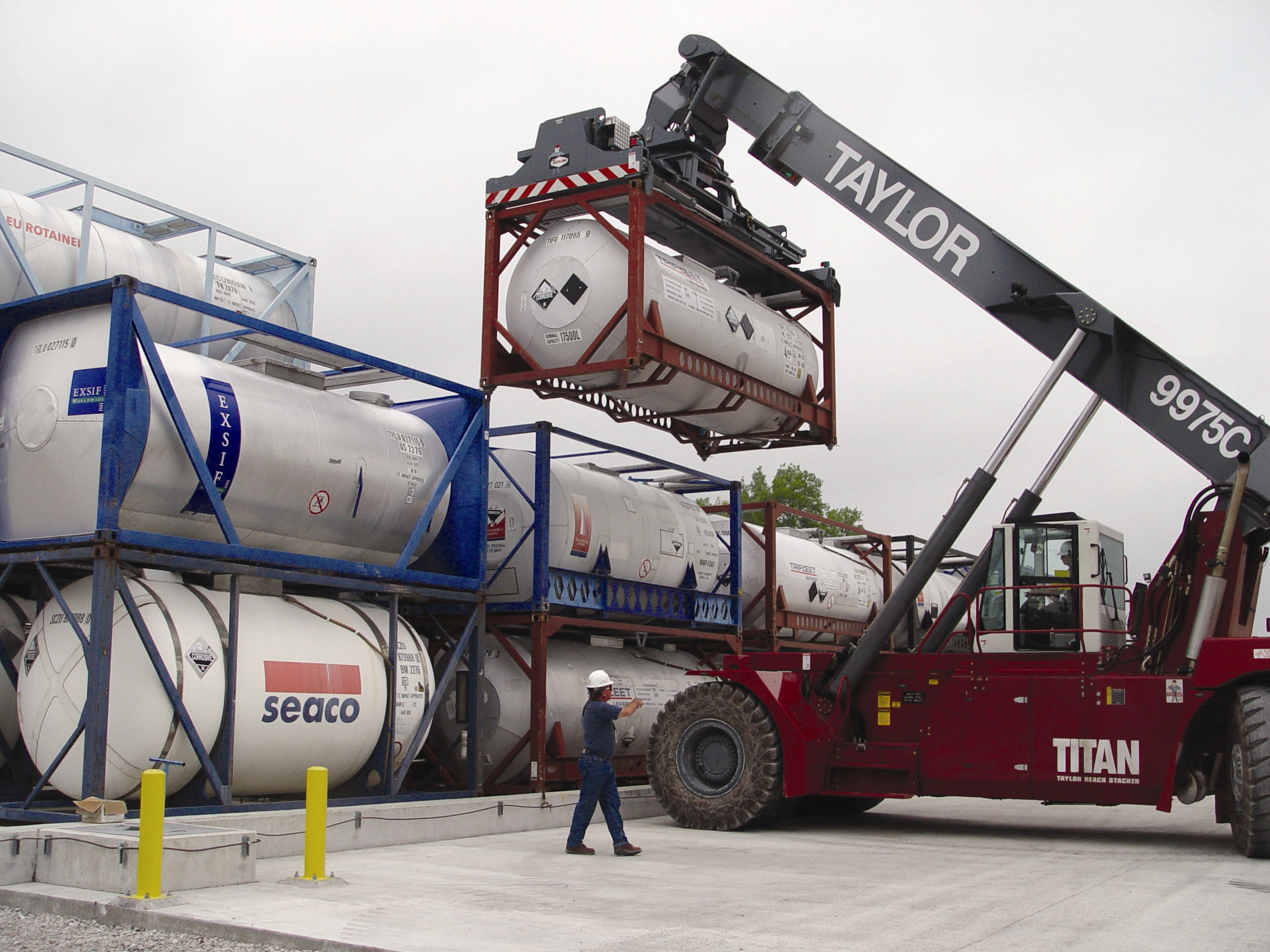
En reachstacker lyfter en tankcontainer.